# Mistrzostwa Europy U-21 w Piłce Nożnej 2023
Mistrzostwa Europy U-21 w Piłce Nożnej 2023 to 24. edycja Mistrzostw Europy U-21 w Piłce Nożnej, które odbyły się w Rumunii i Gruzji od 21 czerwca do 8 lipca 2023 roku. W turnieju brało udział 16 drużyn. Po tytuł sięgnęła reprezentacja Anglii, pierwszy raz od 1984 roku.
Turniej stanowi jednocześnie kwalifikacje do Igrzysk Olimpijskich 2024 w Paryżu.

## Gospodarz
Rumunia i Gruzja kandydowały oddzielnie do organizacji turnieju. Jednak Komitet Wykonawczy UEFA ogłosił, że kraje te zorganizują turniej wspólnie.
| Państwo | Liczba stadionów |
| ------- | ---------------- |
| Rumunia | 4                |
| Gruzja  | 4                |

## Losowanie
Losowanie grup turnieju przeprowadzono 18 października 2022 roku o 18:00 w Bukareszcie. Gruzja i Rumunia, jako gospodarze zostali umieszczeni odpowiednio w grupach A i B na pierwszej pozycji. Resztę drużyn losowano według koszyków. Gospodarze zostali napisani pogrubioną czcionką.
| Koszyk I        | Koszyk II         | Koszyk III      | Koszyk IV        |
| --------------- | ----------------- | --------------- | ---------------- |
| Hiszpania U-21  | Holandia U-21     | Chorwacja U-21  | Ukraina U-21     |
| Portugalia U-21 | Anglia U-21       | Szwajcaria U-21 | Norwegia U-21    |
| Niemcy U-21     | Włochy U-21       | Węgry U-21      | Izrael U-21      |
| Francja U-21    | Rumunia U-21 (B1) | Czechy U-21     | Gruzja U-21 (A1) |

## Miasta i stadiony
| Tbilisi                      | Tbilisi                        | Bukareszt                             | Bukareszt                  |
| ---------------------------- | ------------------------------ | ------------------------------------- | -------------------------- |
| Stadion im. Borisa Paiczadze | Stadion im. Micheila Meschiego | Stadion Giulești-Valentin Stănescu    | Stadionul Steaua           |
| Pojemność: 54 549            | Pojemność: 27 223              | Pojemność: 14 047                     | Pojemność: 31 350          |
|                              |                                |                                       |                            |
| Tbilisi x2BatumiKutaisi      | Tbilisi x2BatumiKutaisi        | Bukareszt x2Kluż-Napoka x2            | Bukareszt x2Kluż-Napoka x2 |
| Batumi                       | Kutaisi                        | Kluż-Napoka                           | Kluż-Napoka                |
| Stadion Batumi               | Stadion im. Ramaza Szengelii   | Stadion im. dr. Constantina Rădulescu | Cluj Arena                 |
| Pojemność: 20 035            | Pojemność: 12 000              | Pojemność: 23 500                     | Pojemność: 30 335          |
|                              |                                |                                       |                            |

## Sędziowie[1]
| Konfederacja | Imię i nazwisko   | Sędziowie asystenci                     | Sędziowane mecze |
| ------------ | ----------------- | --------------------------------------- | --- |
| UEFA         | Espen Eskås       | Jan Erik Engan Isaak Elias Bashevkin    | Gruzja U-21 2:0 Portugalia U-21 (faza grupowa) Czechy U-21 2:1 Niemcy U-21 (faza grupowa) Gruzja U-21 0:0 (k. 3:4) Izrael U-21 (ćwierćfinał) Anglia U-21 1:0 Hiszpania U-21 (finał)     |
| UEFA         | Aliyar Aghayev    | Zeynal Zeynalov Akif Amirali            | Belgia U-21 0:0 Holandia U-21 (faza grupowa) Anglia U-21 2:0 Niemcy U-21 (faza grupowa)                                                                                                 |
| UEFA         | Mohammed Al-Hakim | Fredrik Klyver Max Robin Wilde          | Ukraina U-21 2:0 Chorwacja U-21 (faza grupowa) Szwajcaria U-21 2:3 Włochy U-21 (faza grupowa)                                                                                           |
| UEFA         | Erik Lambrechts   | Jo de Weirdt Kevin Monteny              | Rumunia U-21 0:3 Hiszpania U-21 (faza grupowa) Włochy U-21 0:1 Norwegia U-21 (faza grupowa) Hiszpania U-21 2:1 Szwajcaria U-21 (ćwierćfinał) Hiszpania U-21 5:1 Ukraina U-21 (półfinał) |
| UEFA         | Horațiu Feșnic    | Valentin Avram Alexandru Cerei          | Czechy U-21 0:2 Anglia U-21 (faza grupowa) Portugalia U-21 1:1 Holandia U-21 (faza grupowa)                                                                                             |
| UEFA         | Willy Delajod     | Erwan Finjean Cyril Mugnier             | Niemcy U-21 1:1 Izrael U-21 (faza grupowa) Portugalia U-21 2:1 Belgia U-21 (faza grupowa)                                                                                               |
| UEFA         | João Pinheiro     | Bruno Jesus Luciano Maia                | Norwegia U-21 1:2 Szwajcaria U-21 (faza grupowa) Chorwacja U-21 0:0 Rumunia U-21 (faza grupowa) Francja U-21 1:3 Ukraina U-21 (ćwierćfinał)                                             |
| UEFA         | Allard Lindhout   | Rogier Honig Patrick Inia               | Francja U-21 2:1 Włochy U-21 (faza grupowa) Hiszpania U-21 1:0 Chorwacja U-21 (faza grupowa)                                                                                            |
| UEFA         | Duje Strukan      | Bojan Zobenica Alen Jakšić              | Gruzja U-21 2:2 Belgia U-21 (faza grupowa) Izrael U-21 1:0 Czechy U-21 (faza grupowa)                                                                                                   |
| UEFA         | Morten Krogh      | Steffen Bramsen D. Wollenberg Rasmussen | Rumunia U-21 0:1 Ukraina U-21 (faza grupowa) Szwajcaria U-21 1:4 Francja U-21 (faza grupowa) Izrael U-21 0:3 Anglia U-21 (półfinał)                                                     |
| UEFA         | Rade Obrenovič    | Grega Kordež Aleksandar Kasapovič       | Anglia U-21 2:0 Izrael U-21 (faza grupowa) Holandia U-21 1:1 Gruzja U-21 (faza grupowa) Anglia U-21 1:0 Portugalia U-21 (ćwierćfinał)                                                   |
| UEFA         | Donatas Rumšas    | Aleksandr Radius Dovydas Sužiedėlis     | Norwegia U-21 0:1 Francja U-21 (faza grupowa) Hiszpania U-21 2:2 Ukraina U-21 (faza grupowa)                                                                                            |

## Kwalifikacje
W kwalifikacjach biorą udział 53 reprezentacje, podzielone na 9 grup, w których znajduje się 5 lub 6 zespołów. Mistrzowie grup i najlepszy zespół z drugiego miejsca bezpośrednio awansują do turnieju. Pomiędzy ośmioma reprezentacjami, które zajmą drugie miejsca w grupie, rozgrywane były play-offy.

## Uczestnicy[1]
| Drużyna         | Sposób kwalifikacji   | Ostatni występ w ME U-21 | Najlepszy Wynik w ME U-21                  | Wynik        |
| --------------- | --------------------- | ------------------------ | ------------------------------------------ | ------------ |
| Rumunia U-21    | gospodarz             | 2021                     | Półfinał (2019)                            | Faza Grupowa |
| Gruzja U-21     | gospodarz             | debiutant                | debiutant                                  | Ćwierćfinał  |
| Norwegia U-21   | Zwycięzca Grupy A     | 2013                     | III miejsce (1998), Półfinał (2013)        | Faza Grupowa |
| Niemcy U-21     | Zwycięzca Grupy B     | 2021                     | Mistrzostwo (2009, 2017, 2021)             | Faza Grupowa |
| Hiszpania U-21  | Zwycięzca Grupy C     | 2021                     | Mistrzostwo (1986, 1998, 2011, 2013, 2019) | II miejsce   |
| Portugalia U-21 | Zwycięzca Grupy D     | 2021                     | II miejsce (1994, 2015, 2021)              | Ćwierćfinał  |
| Holandia U-21   | Zwycięzca Grupy E     | 2021                     | Mistrzostwo (2006, 2007)                   | Faza Grupowa |
| Włochy U-21     | Zwycięzca Grupy F     | 2021                     | Mistrzostwo (1992, 1994, 1996, 2000, 2004) | Faza Grupowa |
| Anglia U-21     | Zwycięzca Grupy G     | 2021                     | Mistrzostwo (1982, 1984)                   | Mistrz       |
| Francja U-21    | Zwycięzca Grupy H     | 2021                     | Mistrzostwo (1988)                         | Ćwierćfinał  |
| Belgia U-21     | Zwycięzca Grupy I     | 2019                     | Półfinał (2007)                            | Faza Grupowa |
| Szwajcaria U-21 | Najlepsze 2. miejsce  | 2021                     | II miejsce (2011)                          | Ćwierćfinał  |
| Ukraina U-21    | Zwycięstwo w barażach | 2011                     | II miejsce (2006)                          | Półfinał     |
| Chorwacja U-21  | Zwycięstwo w barażach | 2021                     | Ćwierćfinał (2011)                         | Faza Grupowa |
| Czechy U-21     | Zwycięstwo w barażach | 2021                     | Mistrzostwo (2002)                         | Faza Grupowa |
| Izrael U-21     | Zwycięstwo w barażach | 2013                     | Faza Grupowa (2013)                        | Półfinał     |

## Faza grupowa
Na podstawie:
Legenda
|  | Awans do fazy pucharowej. |
|  | Odpadnięcie z turnieju.   |

Gdy dwie lub więcej drużyn zakończy fazę grupową z taką samą liczbą punktów, o kolejności w tabeli decyduje:
1. bilans bramkowy
2. liczba goli zdobytych w fazie grupowej;
3. punkty zdobyte w meczach pomiędzy danymi drużynami;
4. różnica bramek w meczach pomiędzy danymi drużynami;
5. zdobyte bramki w meczach pomiędzy danymi drużynami;
6. klasyfikacja fair play;
7. losowanie.

Pogrubieniem oznaczono drużyny, które wywalczyły awans do 1/8 finału.

### Grupa A
| Zespół          | Pkt | M | W | R | P | Br+ | Br− | +/− |
| --------------- | --- | - | - | - | - | --- | --- | --- |
| Gruzja U-21     | 5   | 3 | 1 | 2 | 0 | 5   | 3   | +2  |
| Portugalia U-21 | 4   | 3 | 1 | 1 | 1 | 3   | 4   | -1  |
| Holandia U-21   | 3   | 3 | 0 | 3 | 0 | 2   | 2   | 0   |
| Belgia U-21     | 2   | 3 | 0 | 2 | 1 | 3   | 4   | -1  |

| 21 czerwca 2023 18:00 CET | Gruzja U-21 · Gagua 37' · Sazonow 45+1' · | 2:0(2:0)Raport | Portugalia U-21 | Stadion im. Borisa Paiczadze, Tbilisi Widzów: 24 425 Sędzia: Espen Eskås |
|                           |                                           |                |                 |                                                                          |

| 21 czerwca 2023 18:00 CET | Belgia U-21 | 0:0Raport | Holandia U-21 | Stadion im. Micheila Meschiego, Tbilisi Widzów: 1 029 Sędzia: Aliyar Aghayev |
|                           |             |           |               |                                                                              |

| 24 czerwca 2023 18:00 CET | Gruzja U-21 · Citaiszwili 51' · Guliaszwili 87' | 2:2(0:2)Raport | Belgia U-21 · 15' De Cuyper · 38' Ramazani | Stadion im. Borisa Paiczadze, Tbilisi Widzów: 41 886 Sędzia: Duje Strukan |
|                           |                                                 |                |                                            |                                                                           |

| 24 czerwca 2023 18:00 CET | Portugalia U-21 · Almeida 20' | 1:1(1:0)Raport | Holandia U-21 · 78' Brobbey | Stadion im. Micheila Meschiego, Tbilisi Widzów: 1 526 Sędzia: Horațiu Feșnic |
|                           |                               |                |                             |                                                                              |

| 27 czerwca 2023 18:00 CET | Holandia U-21 · Taylor 45+6' | 1:1(1:1)Raport | Gruzja U-21 · 42' Dawitaszwili | Stadion im. Borisa Paiczadze, Tbilisi Widzów: 43 004 Sędzia: Rade Obrenovič |
|                           |                              |                |                                |                                                                             |

| 27 czerwca 2023 18:00 CET | Portugalia U-21 · Neves 56' · Dantas 84' (k) | 2:1(0:0)Raport | Belgia U-21 · 64' Vertessen | Stadion im. Micheila Meschiego, Tbilisi Widzów: 1 373 Sędzia: Willy Delajod |
|                           |                                              |                |                             |                                                                             |

### Grupa B
| Zespół         | Pkt | M | W | R | P | Br+ | Br− | +/− |
| -------------- | --- | - | - | - | - | --- | --- | --- |
| Hiszpania U-21 | 7   | 3 | 2 | 1 | 0 | 6   | 2   | +4  |
| Ukraina U-21   | 7   | 3 | 2 | 1 | 0 | 5   | 2   | +3  |
| Chorwacja U-21 | 1   | 3 | 0 | 1 | 2 | 0   | 3   | -3  |
| Rumunia U-21   | 1   | 3 | 0 | 1 | 2 | 0   | 4   | -4  |

| 21 czerwca 2023 18:00 CET | Ukraina U-21 · Kaszczuk 19' · Sikan 48' · | 2:0(1:0)Raport | Chorwacja U-21 | Stadion Giulești-Valentin Stănescu, Bukareszt Widzów: 1 677 Sędzia: Mohammed Al-Hakim |
|                           |                                           |                |                |                                                                                       |

| 21 czerwca 2023 20:45 CET | Rumunia U-21 | 0:3(0:0)Raport | Hiszpania U-21 · 55' Baena · 62' Miranda · 90+5' Gómez | Stadionul Steaua, Bukareszt Widzów: 21227 Sędzia: Erik Lambrechts |
|                           |              |                |                                                        |                                                                   |

| 24 czerwca 2023 18:00 CET | Rumunia U-21 | 0:1(0:0)Raport | Ukraina U-21 · 89' (sam.) Dican | Stadionul Steaua, Bukareszt Widzów: 14 309 Sędzia: Morten Krogh |
|                           |              |                |                                 |                                                                 |

| 24 czerwca 2023 20:45 CET | Hiszpania U-21 · Ruiz 1' | 1:0(1:0)Raport | Chorwacja U-21 | Stadion Giulești-Valentin Stănescu, Bukareszt Widzów: 2 921 Sędzia: Allard Lindhout |
|                           |                          |                |                |                                                                                     |

| 27 czerwca 2023 20:45 CET | Chorwacja U-21 | 0:0Raport | Rumunia U-21 | Stadionul Steaua, Bukareszt Widzów: 7 816 Sędzia: João Pinheiro |
|                           |                |           |              |                                                                 |

| 27 czerwca 2023 20:45 CET | Hiszpania U-21 · Żelizko 49' (sam.) · Ruiz 90' | 2:2(0:1)Raport | Ukraina U-21 · 43' Wjunnyk · 81' (k) Sudakow | Stadion Giulești-Valentin Stănescu, Bukareszt Widzów: 2 027 Sędzia: Donatas Rumšas |
|                           |                                                |                |                                              |                                                                                    |

### Grupa C
| Zespół      | Pkt | M | W | R | P | Br+ | Br− | +/− |
| ----------- | --- | - | - | - | - | --- | --- | --- |
| Anglia U-21 | 9   | 3 | 3 | 0 | 0 | 6   | 0   | +6  |
| Izrael U-21 | 4   | 3 | 1 | 1 | 1 | 2   | 3   | -1  |
| Czechy U-21 | 3   | 3 | 1 | 0 | 2 | 2   | 4   | -2  |
| Niemcy U-21 | 1   | 3 | 0 | 1 | 2 | 2   | 5   | -3  |

| 22 czerwca 2023 18:00 CET | Czechy U-21 | 0:2(0:0)Raport | Anglia U-21 · 47' Jacob Ramsey · 90+4' Smith Rowe | Stadion Batumi, Batumi Widzów: 8 168 Sędzia: Horațiu Feșnic |
|                           |             |                |                                                   |                                                             |

| 22 czerwca 2023 18:00 CET | Niemcy U-21 · Bisseck 26' | 1:1(1:1)Raport | Izrael U-21 · 20' Turgeman | Stadion im. Ramaza Szengelii, Kutaisi Widzów: 2 442 Sędzia: Willy Delajod |
|                           |                           |                |                            |                                                                           |

| 25 czerwca 2023 18:00 CET | Czechy U-21 · Sejk 33' · Vitik 87' | 2:1(1:0)Raport | Niemcy U-21 · 70' Stiller | Stadion Batumi, Batumi Widzów: 5 023 Sędzia: Espen Eskås |
|                           |                                    |                |                           |                                                          |

| 25 czerwca 2023 18:00 CET | Anglia U-21 · Gordon 15' · Smith Rowe 68' | 2:0(1:0)Raport | Izrael U-21 | Stadion im. Ramaza Szengelii, Kutaisi Widzów: 5 106 Sędzia: Rade Obrenovič |
|                           |                                           |                |             |                                                                            |

| 28 czerwca 2023 18:00 CET | Izrael U-21 · Gandelman 82' | 1:0(0:0)Raport | Czechy U-21 | Stadion im. Ramaza Szengelii, Kutaisi Widzów: 2 175 Sędzia: Duje Strukan |
|                           |                             |                |             |                                                                          |

| 28 czerwca 2023 18:00 CET | Anglia U-21 · Archer 4' · Elliott 21' | 2:0(2:0)Raport | Niemcy U-21 | Stadion Batumi, Batumi Widzów: 9 587 Sędzia: Aliyar Aghayev |
|                           |                                       |                |             |                                                             |

### Grupa D
| Zespół          | Pkt | M | W | R | P | Br+ | Br− | +/− |
| --------------- | --- | - | - | - | - | --- | --- | --- |
| Francja U-21    | 9   | 3 | 3 | 0 | 0 | 8   | 2   | +6  |
| Szwajcaria U-21 | 3   | 3 | 1 | 0 | 2 | 5   | 8   | -3  |
| Włochy U-21     | 3   | 3 | 1 | 0 | 2 | 4   | 5   | -1  |
| Norwegia U-21   | 3   | 3 | 1 | 0 | 2 | 2   | 3   | -1  |

| 22 czerwca 2023 18:00 CET | Norwegia U-21 · Ceide 19' | 1:2(1:1)Raport | Szwajcaria U-21 · 36' Ndoye · 55' Imeri | Stadion im. dr. Constantina Rădulescu, Kluż-Napoka Widzów: 1 279 Sędzia: João Pinheiro |
|                           |                           |                |                                         |                                                                                        |

| 22 czerwca 2023 20:45 CET | Francja U-21 · Kalimuendo 22' · Barcola 62' | 2:1(1:1)Raport | Włochy U-21 · 36' Pellegri | Cluj Arena, Kluż-Napoka Widzów: 11 286 Sędzia: Allard Lindhout |
|                           |                                             |                |                            |                                                                |

| 25 czerwca 2023 18:00 CET | Szwajcaria U-21 · Imeri 47' · Amdouni 52' | 2:3(0:3)Raport | Włochy U-21 · 6' Pirola · 11' Gnonto · 45+4' Parisi | Cluj Arena, Kluż-Napoka Widzów: 4 500 Sędzia: Mohammed Al-Hakim |
|                           |                                           |                |                                                     |                                                                 |

| 25 czerwca 2023 20:45 CET | Norwegia U-21 | 0:1(0:0)Raport | Francja U-21 · 57' Olise | Stadion im. dr. Constantina Rădulescu, Kluż-Napoka Widzów: 1 507 Sędzia: Donatas Rumšas |
|                           |               |                |                          |                                                                                         |

| 28 czerwca 2023 20:45 CET | Włochy U-21 | 0:1(0:0)Raport | Norwegia U-21 · 65' Botheim | Cluj Arena, Kluż-Napoka Widzów: 2 347 Sędzia: Erik Lambrechts |
|                           |             |                |                             |                                                               |

| 28 czerwca 2023 20:45 CET | Szwajcaria U-21 · Ndoye 35' | 1:4(1:1)Raport | Francja U-21 · 16' (k) Gouiri · 65' Barcola · 76' Cherki · 81' Caqueret | Stadion im. dr. Constantina Rădulescu, Kluż-Napoka Widzów: 1 652 Sędzia: Morten Krogh |
|                           |                             |                |                                                                         |                                                                                       |

## Faza pucharowa
W fazie pucharowej uczestniczyć będzie 8 zespołów, które awansowały z fazy grupowej. Drużyny te zmierzą się w ćwierćfinałach. Wygrani awansują do półfinałów. Zwycięzcy tych spotkań zagrają o tytuł mistrzowski. W każdym ze spotkań fazy pucharowej mecz zakończony w regulaminowym czasie remisem musi być rozstrzygnięty poprzez trzydziestominutową dogrywkę. Jeżeli wynik nadal pozostanie nierozstrzygnięty, następuje seria rzutów karnych.
UWAGA: W nawiasach podane są wyniki po rzutach karnych.
|  |                      |                 |                    |                 |   |                |                 |          |  |  |       |       |       |
|  | Ćwierćfinał          | Ćwierćfinał     | Ćwierćfinał        |                 |   | Półfinał       | Półfinał        | Półfinał |  |  | Finał | Finał | Finał |
|  | Ćwierćfinał          | Ćwierćfinał     | Ćwierćfinał        |                 |   | Półfinał       | Półfinał        | Półfinał |  |  | Finał | Finał | Finał |
|  | 1 lipca, Tbilisi     |                 |                    |                 |   |                |                 |          |  |  |       |       |       |
|  |                      |                 |                    |                 |   |                |                 |          |  |  |       |       |       |
|  | Gruzja U-21          | Gruzja U-21     | 0(3)               |                 |   |                |                 |          |  |  |       |       |       |
|  | Gruzja U-21          | Gruzja U-21     | 0(3)               | 5 lipca, Batumi |   |                |                 |          |  |  |       |       |       |
|  | Izrael U-21          | Izrael U-21     | 0(4)               |                 |   |                |                 |          |  |  |       |       |       |
|  | Izrael U-21          | Izrael U-21     | 0(4)               |                 |   | Izrael U-21    | Izrael U-21     | 0        |  |  |       |       |       |
|  | 2 lipca, Kutaisi     |                 |                    |                 |   | Izrael U-21    | Izrael U-21     | 0        |  |  |       |       |       |
|  |                      |                 | Anglia U-21        | Anglia U-21     | 3 |                |                 |          |  |  |       |       |       |
|  | Anglia U-21          | Anglia U-21     | Anglia U-21        | Anglia U-21     | 3 | 1              |                 |          |  |  |       |       |       |
|  | Anglia U-21          | Anglia U-21     |                    |                 |   | 1              | 8 lipca, Batumi |          |  |  |       |       |       |
|  | Portugalia U-21      | Portugalia U-21 | 0                  |                 |   |                |                 |          |  |  |       |       |       |
|  | Portugalia U-21      | Portugalia U-21 | 0                  |                 |   | Anglia U-21    | Anglia U-21     | 1        |  |  |       |       |       |
|  | 1 lipca, Bukareszt   |                 |                    |                 |   | Anglia U-21    | Anglia U-21     | 1        |  |  |       |       |       |
|  |                      |                 | Hiszpania U-21     | Hiszpania U-21  | 0 |                |                 |          |  |  |       |       |       |
|  | Hiszpania U-21       | Hiszpania U-21  | Hiszpania U-21     | Hiszpania U-21  | 0 | 2              |                 |          |  |  |       |       |       |
|  | Hiszpania U-21       | Hiszpania U-21  | 5 lipca, Bukareszt |                 |   | 2              |                 |          |  |  |       |       |       |
|  | Szwajcaria U-21      | Szwajcaria U-21 | 1                  |                 |   |                |                 |          |  |  |       |       |       |
|  | Szwajcaria U-21      | Szwajcaria U-21 | 1                  |                 |   | Hiszpania U-21 | Hiszpania U-21  | 5        |  |  |       |       |       |
|  | 2 lipca, Kluż-Napoka |                 |                    |                 |   | Hiszpania U-21 | Hiszpania U-21  | 5        |  |  |       |       |       |
|  |                      |                 | Ukraina U-21       | Ukraina U-21    | 1 |                |                 |          |  |  |       |       |       |
|  | Francja U-21         | Francja U-21    | Ukraina U-21       | Ukraina U-21    | 1 | 1              |                 |          |  |  |       |       |       |
|  | Francja U-21         | Francja U-21    |                    |                 |   |                |                 |          |  |  |       |       |       |
|  | Ukraina U-21         | Ukraina U-21    | 3                  |                 |   |                |                 |          |  |  |       |       |       |
|  | Ukraina U-21         | Ukraina U-21    | 3                  |                 |   |                |                 |          |  |  |       |       |       |

### Ćwierćfinały
| 1 lipca 2023 18:00 CET                                                                          | Gruzja U-21 | 0:0 dogr. k. 3:4Raport                                    | Izrael U-21 | Stadion im. Borisa Paiczadze, Tbilisi Widzów: 44 338 Sędzia: Espen Eskås |
|                                                                                                 |             |                                                           |             |                                                                          |
|                                                                                                 |             | Rzuty karne                                               |             |                                                                          |
| Irakli Azarowi · Zuriko Dawitaszwili · Giorgi Gagua · Giorgi Moiscrapiszwili · Saba Chwadagiani |             | Gil Cohen · Omri Gandelman · Anan Khalaili · Oscar Gloukh |             |                                                                          |

| 1 lipca 2023 21:00 CET | Hiszpania U-21 · Gómez 68' · Miranda 103' | 2:1 dogr.(0:0)Raport | Szwajcaria U-21 · 90+1' Amdouni | Stadion Giulești-Valentin Stănescu, Bukareszt Widzów: 3 861 Sędzia: Erik Lambrechts |
|                        |                                           |                      |                                 |                                                                                     |

| 2 lipca 2023 18:00 CET | Anglia U-21 · Gordon 34' | 1:0(1:0)Raport | Portugalia U-21 | Stadion im. Ramaza Szengelii, Kutaisi Sędzia: Rade Obrenovič |
|                        |                          |                |                 |                                                              |

| 2 lipca 2023 18:00 CET | Francja U-21 · Cherki 19' | 1:3(1:2)Raport | Ukraina U-21 · Sudakow 32(k.),44' · Bondarenko 84' | Cluj Arena, Kluż-Napoka Sędzia: João Pinheiro |
|                        |                           |                |                                                    |                                               |

### Półfinały
| 5 lipca 2023 18:00 CET | Izrael U-21 | 0:3(0:1)Raport | Anglia U-21 · 42' Gibbs-White · 63' Palmer · 90' Archer | Stadion Batumi, Batumi Widzów: 11 801 Sędzia: Morten Krogh |
|                        |             |                |                                                         |                                                            |

| 5 lipca 2023 21:00 CET | Hiszpania U-21 · Ruiz 17' · Sancet 24' · Blanco 54' · Oroz 68' · Gómez 78' | 5:1(2:1)Raport | Ukraina U-21 · 13' Bondarenko | Stadionul Steaua Sędzia: Erik Lambrechts |
|                        |                                                                            |                |                               |                                          |

### Finał
| 8 lipca 2023 18:00 CET | Anglia U-21 · Jones 45+4' | 1:0(1:0)Raport | Hiszpania U-21 | Stadion Batumi, Batumi Sędzia: Espen Eskås |
|                        |                           |                |                |                                            |

## Strzelcy

### 3 gole
- Heorhij Sudakow

### 2 gole
- Cameron Archer
- Anthony Gordon
- Emile Smith Rowe
- Bradley Barcola
- Sergio Gómez
- Juan Miranda
- Abel Ruiz
- Zeki Amdouni
- Kastriot Imeri
- Dan Ndoye
- Rayan Cherki

### 1 gol
- Harvey Elliott
- Morgan Gibbs-White
- Curtis Jones
- Cole Palmer
- Jacob Ramsey
- Maxim De Cuyper
- Largie Ramazani
- Yorbe Vertessen
- Vaclav Sejk
- Martin Vitik
- Maxence Caqueret
- Amine Gouiri
- Arnaud Kalimuendo
- Michael Olise
- Zuriko Dawitaszwili
- Giorgi Gagua
- Giorgi Guliaszwili
- Saba Sazonow
- Giorgi Citaiszwili
- Álex Baena
- Brian Brobbey
- Kenneth Taylor
- Omri Gandelman
- Dor Turgeman
- Yann Aurel Bisseck
- Angelo Stiller
- Yann Aurel Bisseck
- Erik Botheim
- Emil Konradsen Ceide
- André Almeida
- Tiago Dantas
- João Neves
- Ołeksij Kaszczuk
- Danyło Sikan
- Artem Bondarenko
- Bohdan Wjunnyk
- Wilfried Gnonto
- Fabiano Parisi
- Pietro Pellegri
- Lorenzo Pirola

### Gole samobójcze
- Victor Dican (dla  Ukrainy)
- Iwan Żelizko (dla  Hiszpanii)

## Klasyfikacja końcowa
| Miejsce                        | Reprezentacja   | Punkty | Bramki +/− | Bramki zdobyte |
| ------------------------------ | --------------- | ------ | ---------- | -------------- |
| Strefa medalowa                |                 |        |            |                |
| złoto                          | Anglia U-21     | 15     | +10        | 0              |
| srebro                         | Hiszpania U-21  | 13     | +9         | 13             |
| brąz                           | Izrael U-21     | 7      | -4         | 2              |
| brąz                           | Ukraina U-21    | 10     | +1         | 9              |
| Wyeliminowane w ćwierćfinałach |                 |        |            |                |
| 5.                             | Francja U-21    | 9      | +6         | 8              |
| 6.                             | Gruzja U-21     | 5      | +2         | 5              |
| 7.                             | Portugalia U-21 | 4      | -2         | 3              |
| 8.                             | Szwajcaria U-21 | 3      | -4         | 6              |
| Wyeliminowane w fazie grupowej |                 |        |            |                |
| 9.                             | Holandia U-21   | 3      | 0          | 2              |
| 10.                            | Włochy U-21     | 3      | -1         | 4              |
| 11.                            | Norwegia U-21   | 3      | -1         | 2              |
| 12.                            | Czechy U-21     | 3      | -2         | 2              |
| 13.                            | Belgia U-21     | 2      | -1         | 3              |
| 14.                            | Niemcy U-21     | 1      | -3         | 2              |
| 15.                            | Chorwacja U-21  | 1      | -3         | 0              |
| 16.                            | Rumunia U-21    | 1      | -4         | 0              |